# Asedio de Jaén (1245-1246)
El asedio de Jaén de los años 1245 y 1246 se llevó a cabo por parte del rey Fernando III de Castilla y de León durante su tercera campaña, acaecida de 1240 a 1248.

## Antecedentes
Tras los intentos de conquista de la ciudad en los asedios de 1225 y 1230, el rey Fernando III de Castilla y de León optó por un nuevo asedio, apoyado por Pelayo Pérez Correa (de origen portugués, de nombre Paio Peres Correia), Gran Maestre de la Orden de Santiago, descartando el asalto de la ciudad. Durante el invierno 1245 lanzó duros ataques que arrasaron cultivos y aldeas cercanas a la ciudad.

## Asedio
En este asedio las tropas castellanas y leonesas realizaron diferentes ataques contra puertas de la ciudad que, como mucho, lograban expulsar a los defensores del antemuro sin lograr vencer la muralla principal. Por su parte, existe constancia de una emboscada perpetrada por los musulmanes, en ella siete jinetes musulmanes capturaron un grupo de aprovisionamiento de los castellanos, de modo que del campamento cristiano salieron caballeros, dirigidos por don Alvar Gil de Villalobos, a socorrer a este grupo de aprovisionamiento, pero los jinetes musulmanes en su huida llevaron a los castellanos a una emboscada donde los estaban esperando unos cincuenta jinetes y cien infantes moros.

sirvieronle siete meses, e fizieron y dos espolonadas. La una fue a la puerta del Fonsario, e metiéronlos todos en el castillo, en guissa que en las barreras non fincaron ningunos. La segunda espolonada: El dia de año nuevo, los moros metieron su celada fuera de la villa contra Castro, fallaron y una azémillas de don Alvar Gil de Villalobos, e acogiéronlas.
Crónica de Ávila.

## Consecuencias
El 28 de febrero de 1246, el Rey Muhammad ibn Nasr, decidió rendir vasallaje y entregar la ciudad a Fernando III para consolidar su reino, consiguiendo con el Pacto de Jaén que el nuevo Reino Nazarí de Granada perdurase más de dos siglos, hasta 1492.